# 325省道 (上海市)
上海省道325，即奉亭线，是上海市的一条省道。该路由南亭公路、南奉公路两段道路构成。该路东起奉贤区奉城镇川南奉公路、新奉公路口，西止金山区亭林镇松金公路口，全长33.007千米（以西端桩号计），穿过了金山区、奉贤区两个区。